# Hamadryas (mythologie)
Dans la mythologie grecque, Hamadryas (en grec ancien Ἁ μάδρυας) était la fille nymphe d’Orius (dieu du mont Othrys, du mont Œta ou du Pinde) et sœur d'Oxyle (daimôn des forêts de montagne).

## Étymologie
Le nom de Hamadryas signifie "ensemble-avec-arbre" et "ensemble-avec-chêne" des mots grecs hama et drys - ce dernier signifiant à la fois "chêne vert" et un plus générique "arbre." Elle était probablement la première nymphe ou dryade d'un chêne.

## Mythologie
Par son union avec son frère Oxyle, Hamadryas a enfanté huit filles — Aigeiros (de), Ampélos (de), Balanos (de), Caria (de), Cranée (de), Oréa (de), Ptéléa et Syke (de). Ces nymphes étaient appelées hamadryades, et beaucoup d’arbres en tiraient leur nom : Aigeiros pour le peuplier noir, Ampélos pour la vigne, Balanos pour le chêne, Carya pour le noyer (noisetier et noyer, éventuellement aussi pour le châtaignier), Cranée pour le cornouiller, Oréa pour le mûrier noir ou l’olivier sauvage, Ptéléa pour les buissons et Syke pour le figuier.